# Anaconda (песня)
«Anaconda» (с англ. — «Анаконда») — песня американской рэп-исполнительницы Ники Минаж с третьего студийного альбома The Pinkprint. Была выпущена 4 августа 2014 года лейблами Young Money Entertainment, Cash Money Records и Republic Records как второй студийный сингл. Семплом является сингл «Baby Got Back», выпущенный в 1992 году исполнителем Sir Mix-a-Lot.
В Соединённых Штатах сингл дебютировал на третьей строчке чарта Digital Songs с продажами в 141 тысячу копий на первой неделе. В чарте Billboard Hot 100 вышел на 19-й строчке и продолжил падение в последующем. Резкий скачок произошёл после выхода музыкального клипа на сингл, который оказал влияние на позиции в топе iTunes и чарте Billboard Hot 100. Он поднялся на 37 позиций, с 39 места на 2.
Клип на сингл был снят в Лос-Анджелесе продюсером Colin Tilley и выпущен 19 августа 2014 года. В его съёмках также принял участие в эпизодической роли рэпер Дрейк. Видео побило 24-часовой рекорд Vevo с 19,6 млн просмотров за первый день выпуска, за полгода видео набрало 400 млн просмотров. 3 апреля 2021 года видеоклип преодолел отметку в 1 миллиард просмотров, что сделало Ники Минаж первой рэпершей, достигшей такого результата с сольным исполнением.
Минаж впервые исполнила сингл во время выступления на церемонии вручения премии MTV Video Music Awards 25 августа 2014 года.

## Чарты
| Чарт (2014)                           | Peak position |
| ------------------------------------- | ------------- |
| Австралия (ARIA)                      | 18            |
| Канада (Billboard Canadian Hot 100)   | 24            |
| Бельгия/Фландрия (Ultratop 50)        | 88            |
| Бельгия/Валлония (Ultratop 50)        | 41            |
| Франция (SNEP)                        | 56            |
| Новая Зеландия (Recorded Music NZ)    | 23            |
| Испания (PROMUSICAE)                  | 38            |
| США (Billboard Hot 100)               | 2             |
| США (Billboard Hot R&B/Hip-Hop Songs) | 1             |
| США (Billboard Hot Rap Songs)         | 1             |

## Участники записи

### Запись[12]
- Записано в студии звукозаписи Гленвуд, Бербанк, Калифорния

### Персонал[12]
- Авторы песни - Ники Минаж , Джамал Джонс , Джонатан Солоне-Миветт, Эрнест Кларк , Маркос Паласиос , Энтони Рэй
- Производство - Полов да Дон , Аноним
- Совместное производство - Da Internz
- Запись - Обри "Большой сок" Делэйн
- Сведение - Джейсен Джошуа
- Помощник по сведению - Райан Каул
- Мастеринг - Крис Афины